# 大雄的新魔界大冒險～7人魔法使～
《多啦A夢：大雄的新魔界大冒險～7人之魔法師～》是2007年3月10日公映的第27部多啦A夢電影作品（水田版系列的第2作）。本作品是1984年3月17日公映的《大雄的魔界大冒險》的重製版。
岡田康則執筆該作品的漫畫版則於2007年1月到2007年3月期間連載於月刊《快樂快樂月刊》，但不算是哆啦A夢大長篇書籍的一部分。

## 配音員

### 預告片旁白
- 香港：林保全

### 角色
| 角色         | 配音員                    | 配音員   | 配音員   | 配音員   | 配音員   |
| 角色         | 日本                      | 臺灣     | 臺灣     | 香港     | 中国大陆 |
| 角色         | 日本                      | 國語     | 客語     | 香港     | 中国大陆 |
| 原著角色     | 原著角色                  | 原著角色 | 原著角色 | 原著角色 | 原著角色 |
| ------------ | ------------------------- | -------- | -------- | -------- | -------- |
| 多啦A夢      | 水田山葵                  | 陳美貞   | 劉韶蕙   | 林保全   | 曾丹     |
| 大雄         | 大原惠                    | 楊凱凱   | 徐敏莉   | 曾慶珏   | 黄笑嬿   |
| 靜香         | 嘉數由美                  | 許淑嬪   | 王旻瑛   | 梁少霞   | 詹佳     |
| 胖虎         | 木村昴                    | 于正昌   | 黃振尉   | 陳卓智   | 吴磊     |
| 小夫         | 關智一                    | 劉傑     | 陳佾玄   | 黃鳳英   | 翟巍     |
| 野比玉子     | 三石琴乃                  | 許淑嬪   | 彭月春   | 區瑞華   | 叶露     |
| 野比大助     | 松本保典                  | 劉傑     | 賴家昌   | 張炳強   | 李團     |
| 老師         | 高木渉                    | 劉傑     | 楊明剛   | 張炳強   | 刘钦     |
| 多啦美       | 千秋                      | 許淑嬪   | 林鈺婷   | 鄭麗麗   | 黄怡晴   |
| 世修         | 松本さち                  | 楊凱凱   | 徐佑驊   | 何璐怡   |          |
| 出木杉       | 萩野志保子                | 于正昌   | 徐佑驊   | 周恩恩   | 武向彤   |
| 電影角色     |                           |          |          |          |          |
| 滿月美夜子   | 相武紗季 松元環季（童年） | 吳貴竹   | 宋菁玲   | 江若琳   | 黄莺     |
| 滿月牧師     | 河本準一                  | 黃天佑   | 楊明剛   | 葉振聲   | 桂楠     |
| 魔女瑪杜莎   | 久本雅美                  | 錢欣郁   | 謝小玲   | 周恩恩   | 张惠     |
| 大魔王迪馬王 | 銀河萬丈                  | 黃天佑   | 楊明剛   | 古明華   | 程玉珠   |
| 棒球打者     | 福圓美里                  | 錢欣郁   | 西西歪   |          |          |
| 棒球裁判     | 桃森すもも                | 吳貴竹   |          |          |          |
| 魔美         | 瀬那歩美                  | 錢欣郁   |          | 劉惠雲   |          |
| 記者         | まるたまり                | 吳貴竹   |          |          |          |
| 播音員       | 大下容子                  | 錢欣郁   |          |          | 黄莺     |
| 郵差         | 三宅光幸                  | 于正昌   |          |          | 夏磊     |
| 吉姆         | 山崎バニラ                | 吳貴竹   |          |          |          |
| 三星魔       | 宇垣秀成                  | 劉傑     | 西西歪   | 張炳強   |          |

## 人物角色
- 滿月牧師

研究魔法學的牧師，美夜子的父親。曾發表「魔界降臨學說」但是沒人相信這是事實。初期被惡魔捉走間接讓大雄等人前往魔界星。在現實的世界裡是個天文學博士。
- 滿月美夜子

滿月博士的獨生女，亦是他的得力助手，擁有飛毯A級駕照。由於惡魔的魔咒而變成老鼠，為了拯救被捉走的父親決定勇闖魔界星。以老鼠的模樣見大家時幾乎把哆啦A夢給嚇昏過去，然而在靜香等人的魔法下變成貓的模樣。
- 大魔王迪馬王

本片終極敵人，魔界星首領，擁有極強大法力。唯一的弱點是心臟「魔界之月」(等同於他的生命)，只要用銀箭射向心臟就可以消滅他。在率領整支魔界大軍進攻地球中途，發現大雄等人目標是摧毀「魔界之月」時企圖阻止，不料被哆啦美用放大燈把大雄僅存的最後一支銀箭放大射向心臟，最後與魔界大軍外加整個魔界星全部滅亡。
- 蛇髮魔女瑪杜莎

本片敵人之一，蛇髮女妖，迪馬王的手下。持有將人類變成石像的魔法。真實身份為美夜子的母親和滿月牧師的妻子，當年為拯救病危的女兒美夜子而與惡魔交易，以自己的性命作為交換來讓美夜子甦醒過來，但是自己的靈魂卻被惡魔給俘虜導致成為迪馬王的手下。在大戰前夕奉命破解納尼亞迪斯的月亮魔法陣但最終因月亮的法力耗盡力量恢復人形，最後跟美夜子父女倆相認，告訴大雄一行人有關化迪馬王的心臟是「魔界之月」後化為光輝逝去。其角色取自於希臘神話中的蛇髮女妖梅杜莎。

## 剧情
这次是魔法世界的大冒险！拯救地球的七个勇士！大雄这次又有了什么古怪想法？“如果能使用魔法的话，一切都会变得十分方便的吧。”一天，大雄和哆啦A梦利用“如果电话亭”，将现实变成了魔法世界、这个世界和原本的世界一样，但是静香，小夫和胖虎等都会使用魔法。而不会使用魔法的又只有大雄一个人……在这个世界内，魔法是人类生存和发展的主要原动力。有一天，哆啦A梦和大雄遇见了研究魔法的满月牧师和他的女儿满月美夜子。却被告知了一个可怕的消息－被恶魔所支配的魔界星正不断地向地球前進，这样下去将会面临毁灭。嚮往和平世界的他们想要返回原来的世界。随着魔界星的接近，地震等异常现象开始不断发生。传说中的七个勇士出现了！哆啦A梦和大雄将如何保护我们的地球呢？

## 工作人員
擔任這部電影劇本的是真保裕一，導演是多啦A夢電影作品有史以來第一次的女性導演－寺本幸代，而作畫指導則是金子志津枝。
- 原作：藤子·F·不二雄
- 總導演：楠葉宏三
- 導演、故事圖（storyboard）、繪製：寺本幸代（Vega Entertainment）
- 故事圖繪製助理：鈴木孝義
- 編劇：真保裕一
- 演出（導演助理）：腰繁男
- 繪畫指導：金子志津枝
- 助理繪畫指導：加來哲郎、大杉宜弘
- 動畫檢查：大野順子
- 美術指導：土橋誠（Vega Entertainment）
- 色彩設計：吉田晴繪（Vega Entertainment）
- 視覺效果設計：木船德光（IKIF+）
- 視覺效果指導：奧村優子（IKIF+）
- 片頭設計：IKIF、IKIF+
- 攝影指導：熊谷正弘（Anime Film）
- 特別效果攝影：千葉豐
- 剪接：岡安肇（岡安Promotion）
- 錄音指導：田中章喜
- 動作音效設計：糸川幸良（Group And I）
- 音效後期製作：Audio Planning U 株式會社
- 錄音室：APU Meguro Studio
- 混音師：田口信孝
- 助理混音：大城久典、內山敬章、山本寿、村越直、大谷丞、都一正
- 杜比音效顧問：森幹生、河東努（Continental Far East Ltd.）
- 原創音樂：澤田完
- 音響工程師（Sound engineer）：岡部潔
- 助理音響工程師：內藤岳彦、奈良美幸
- 底片沖印：株式會社東京現像所
- 高清剪接員：山本洋平、金澤佳明
- 底片輸出技術員：增田悦史
- 底片調光師（Color timing）：吉川富雄
- 沖印室聯絡（Lab. coordinator）：大渕智一
- 沖印室管理（Lab. management）：加藤善仁
- 宣傳總監（日本）：豐田幸宏
- 公關宣傳（日本）：伊藤卓哉、土肥直人、西田信貴
- 預告片指導：小江英幸（ガル・エンタープライズ）、小川和子、大民志賢
- 附加動畫製作：渡邊步、津田輝王、角野弘明
- 監製：小倉久美、吉川大祐、藤森匠、山崎立士
- 執行監製（出品人）：増子相二郎、杉山登
- 動畫製作：SHIN-EI動畫株式會社
- 動畫製作協力：Vega Entertainment（ベガエンタテイメント）
- 出品：電影多啦A夢製作委員會（藤子製作株式會社、小學館株式會社、朝日電視台株式會社、SHIN-EI動畫株式會社、ADK〔Asatsu-DK〕、小學館製作株式會社）

## 主題歌
| 歌曲                 | 作詞                            | 作曲             | 编曲                            | 演唱        |
| -------------------- | ------------------------------- | ---------------- | ------------------------------- | ----------- |
| 《擁抱吧》（ハグしちゃお）       | 阿木燿子                        | 宇崎龍童         | 京田誠一                        | 夏川里美    |
| 《不可替代的詩》（） | Hiroko，MitsuyukiMiyake，Hidemi | mitsuyuki Miyake | Mitsuyuki Miyake，Takashi Morio | mihimaru GT |

## 票房
| 上一届： 《成吉思汗：征服到地與海的盡頭》 | 2007年日本週末票房冠軍 第10周 | 下一届： 《博物館驚魂夜》 |

## 新版的要點
魔界降臨的傳說
在舊版中，魔界降臨的傳說甚少提到。但在新作，傳說所有有關魔界的事物都一一提到，古文獻記載，魔界星已好幾次接近地球，恐龍的滅絕、挪亞方舟的傳說，都是因為魔界星降臨的關係。
魔界的地點
本作舊版中，哆啦A夢一行人在魔界星降落之後有很多關卡要闖入，但是在本作品這些場面大幅度地被縮小，只有最初南極圈的情景被保留，其他的場景如人魚之海，不歸平原，誘惑魔林這些地方全部削除。還有道路光線和耳塞這兩個道具也被刪除。
哆啦美的登場
於事件發生前晚上，哆啦A夢突然腹痛，要立刻回到22世紀留醫。那個時候哆啦美和世修就遇見了來到22世紀的多啦A夢。
道具的問題
本作品出現的法寶「月光燈」、「季節徽章」罕有地在電影版出現。代替了「道路光線」等法寶。
魔毯的內部
本作品魔毯內部像一間房子，前方有一塊大窗口可以看到魔毯外面情況。底下有很多洞可通往餐廳、洗手間、浴室及臥室。
納尼亞迪斯著作的魔界歷程
舊作，魔界歷程只針對魔怪秘密進行調查。在新作，魔界歷程分為兩冊，美夜子一行人得到第一卷，而第二卷（比較重要的）就落在魔界手上，本作歷程記載著對抗魔族的魔法、兵器，魔族的秘密都一一詳列。
故事的中段
大雄和哆啦A夢到達美夜子的住所（教堂），發現變成廢墟，其後被出現的惡魔和龍襲擊，美夜子（偽）及時出現制止，並道出滿月被抓後自行離去。後來決定幫助美夜子後大雄等人用隨意門來到她身邊，豈料她正被惡魔追著，美夜子因為要到當初封印的洞穴拿取魔界歷程，其中遭到一隻惡魔襲擊，而大雄、靜香、小夫和胖虎跳入洞穴。拿取魔界歷程後，美夜子竟突然搶走它，原來她是魔女梅杜莎偽裝。他們回到大雄家後便發現胖虎暗中留下另外一本（魔界歷程共分為兩冊），真正的美夜子到來，她被惡魔詛咒成了一隻老鼠，但因哆啦A夢害怕老鼠的關係，所以其後被靜香、胖虎和小夫合力用變化術將她變作貓。

## 新舊版不同之處
| 情節                                             | 新版情景                                                                                                 | 舊版情景 |
| ------------------------------------------------ | --- | --- |
| 魔界星                                           | 宇宙中的神秘天體                                                                                         | 接近地球的魔法星球 |
| 滿月先生                                         | 現實：研究宇宙天體的博士 魔法世界：研究魔法的牧師                                                        | 現實：未提及，可能不存在 魔法世界：研究魔學的博士                                                                        |
| 美夜子                                           | 現實/魔法世界：滿月先生的女兒兼助手                                                                      | 現實：未提及，可能不存在 魔法世界：滿月先生的女兒兼助手                                                                  |
| 美夜子之母                                       | 為救病倒的美夜子跟惡魔訂下契約化為惡魔，開始大戰之前因魔力用盡而逝去                                     | 去世多年 |
| 梅杜莎                                           | 變成妖魔的美夜子之母，戲份較多，出現數次                                                                 | 一個男性妖魔，普通配角，把多啦A夢和大雄變成石像，戲份較少，只出現一次                                                    |
| 納尼亞迪斯                                       | 《魔界歷程》的作者，男性，曾在五千年前將惡魔族給封印並將方法寫入《魔界歷程》，給予月亮封印惡魔魔法的力量 | 唯一一個踏足魔界而留下魔界歷程的教官，只被提到先假裝成為惡魔的手下後跟著潛入魔界，返回地球後不久寫這本書，因此被惡魔所殺 |
| 出木杉                                           | 沒有，部分情節轉到多啦A夢的身上（很多魔法現今皆有科學解釋）                                              | 向大雄解釋魔法與科學原是同源並立，最後魔法被視為邪術逐漸衰亡，科學興盛的歷史                                             |
| 魔法的聯想                                       | 大雄觀看超能力魔美時聯想到                                                                               | 大雄做夢聯想到 |
| 小夫在學校示範魔法                               | 小夫控制大雄                                                                                             | 小夫用粉筆寫「大雄是笨蛋」                                                                                               |
| 物體浮游術咒語                                   | 鏘卡啦碰                                                                                                 | 金卡啦喂 |
| 大雄練習魔法                                     | 用靜香的洋娃娃來練習                                                                                     | 用石頭練習 |
| 美夜子遭受惡魔的攻擊                             | 被惡魔變成老鼠，之後由靜香、小夫、胖虎改變成貓                                                           | 被惡魔變成貓 |
| 惡魔摧毀美夜子的家                               | 被梅杜莎給摧毀，隨即引發大地震                                                                           | 被小惡魔給摧毀 |
| 惡魔摧毀美夜子家的時間                           | 傍晚 | 深夜 |
| 大雄和多啦A夢和好                                | 發生地震後拯救美夜子時                                                                                   | 深夜聊天時 |
| 大雄遇到遭受攻擊的美夜子                         | 在老鼠前往大雄的家第二次，遇到月光而恢復人形時才被發現（第一次因被哆啦A夢給趕出去）                      | 在深夜睡覺的時候哆啦A夢被貓的叫聲給吵醒後發現                                                                            |
| 魔界歷程被惡魔給夺去                             | 被梅杜莎給夺去                                                                                           | 没有 |
| 在地球出現的惡魔                                 | 兩粒星的中等惡魔                                                                                         | 一粒星的低等惡魔 |
| 魔界獼猴之死                                     | 梅杜莎消除月亮魔力的同時                                                                                 | 在地球作戰一粒星的低等惡魔施放惡魔之火，最後給哆啦A夢用防禦斗篷再反彈                                                    |
| 魔界歷程的數量                                   | 一共有兩本（其中下冊被梅杜莎給奪去）                                                                     | 只有一本 |
| 梅杜莎假扮成美夜子                               | 有 | 沒有 |
| 大雄說出外太空有空氣                             | 離開地球一段時間後期就發現                                                                               | 離開地球遇見月亮前就發現                                                                                                 |
| 月亮上的兔子                                     | 沒有 | 有 |
| 在土星環開餐                                     | 沒有 | 有 |
| 大雄燒屁股                                       | 有 | 沒有 |
| 燒焦的飛氈                                       | 期中一個兩粒星的中等惡魔用腳再踢毀                                                                       | 沒有惡魔用腳再踢毀 |
| 發現燒焦的飛氈惡魔偵查隊                         | 三粒星的高等惡魔和多名兩粒星的中等惡魔                                                                   | 兩粒星的中等惡魔和多名一粒星的低等惡魔                                                                                   |
| 美夜子在南極生火                                 | 沒有 | 有 |
| 经过南极的海                                     | 哆啦A梦一行人直接飞过去                                                                                  | |
| 到城堡中途的旅程                                 | 大雄一行人穿過南極後到達沙灘後深入地底再鑽入城堡                                                         | 大雄一行人穿過很多難關然後用「石頭帽」闖入城堡                                                                           |
| 隱形工具                                         | 盲點星星                                                                                                 | 石頭帽 |
| 大雄一行人飞去恶魔居住的道具                     | 竹蜻蜓                                                                                                   | 耳塞，竹蜻蜓 |
| 大雄一行人首次見到迪瑪王                         | 哆啦A梦一行人隱身進入所在房間前早已被迪瑪王給掌控，下個畫面出現水晶球後全體現身                          | 隱身後在城堡途中尋找，下個畫面就轉到全體現身於迪瑪王的面前                                                               |
| 大雄一行人初次用銀飛鏢攻擊迪瑪王                 | 銀箭射中他身上片刻後被彈開                                                                               | 銀箭射進他身上後隱沒 |
| 石像掉落的地點                                   | 哆啦A夢直接掉在家中，大雄則掉在空地的樹                                                                  | 多啦A夢掉在垃圾場，大雄掉在後山                                                                                          |
| 發現掉落的石像                                   | 哆啦A夢的石像直接在家中被發現，大雄的石像則是被靜香通知胖虎和小夫在空地整大雄（的石像）而發現            | 哆啦A夢的石像是在幫媽媽丟垃圾的時候發現，大雄的石像則是坐在後山的樹下發呆時發現                                          |
| 對石像跑進家裡的處理方式                         | 放進哆啦A夢的百寶袋裡                                                                                    | 把它搬回後院的倉庫 |
| 石像的發現                                       | 哆啦美和世修在後備空間百寶袋發現石像                                                                     | 哆啦美因為預報蟲響起而擔心所以回到過去查看                                                                               |
| 魔界星廚房的惡魔人數                             | 改回原漫畫一粒星的低等惡魔、兩粒星的中等惡魔及三粒星的高等惡魔各一名                                     | 一粒星的低等惡魔和兩粒星的中等惡魔各一名                                                                                 |
| 魔界星放煙火                                     | 一名兩粒星的中等惡魔走進魔界星廚房，向一粒星的低等惡魔、兩粒星的中等惡魔及三粒星的高等惡魔報告突發事件   | 一粒星的低等惡魔和兩粒星的中等惡魔自己自行離開                                                                           |
| 發現7人魔法使逃離魔界星                          | 迪瑪王用水晶球觀看後發現，發現後立刻粉碎水晶球                                                           | 惡魔族向迪瑪王大人報告                                                                                                   |
| 月亮魔力的消除                                   | 被梅杜莎用劍給消除                                                                                       | 沒有 |
| 发现迪瑪王的心臟所在之處                         | 大雄一行人從美夜子的母親口中得知此事（這時梅杜莎因為魔力用盡變回美夜子的母親）                           | 大雄、哆啦A梦被拯救后，乘坐时光机打算拯救美夜子等人时吃下翻译蒟蒻从魔界歷程得知此事                                      |
| 迪瑪王的心臟                                     | 魔界衛星，巨大鮮橘紅圓肉球                                                                               | 「魔鬼座的赤心星」，巨大發光人類心臟                                                                                     |
| 魔界大軍進攻                                     | 從魔界星直接進入太空決戰                                                                                 | 先穿越超空間再到太空 |
| 宇宙魔界大戰                                     | 靜香、小夫和胖虎三人改回原漫畫用哆啦A夢的祕密道具                                                        | 靜香、小夫和胖虎用自己的魔法                                                                                             |
| 大雄一行人前往迪瑪王的心臟的過程                 | 大雄一行人在途中遭遇魔界大軍並在無法突破包圍的情況下，從哆啦A夢拿出的任意門往迪瑪王的心臟的另一邊        | 在遇到魔界大軍的阻擾下躲避攻擊後前往迪瑪王的心臟                                                                         |
| 魔界大軍企圖阻撓大雄一行人對迪瑪王的心臟射出銀箭 | 使用任意門的前後都是魔界大軍前往阻止                                                                     | 前期由魔界大軍前往阻止，後期一行人甩掉敵軍後僅剩迪瑪王一人前往阻止                                                       |
| 大雄一行人對魔王心臟的最後一擊                   | 由大雄投射（因為只有大雄剩下銀箭，而且目標巨大不可能射偏，哆啦美使用放大燈把銀箭放大）                   | 由胖虎投射（因胖虎是胖虎隊投手）                                                                                         |
| 魔界星的結果                                     | 被魔界衛星變成的隕石撞擊，先出現一個妖魔慘叫的畫面後，隨即爆炸消失                                       | 被「魔鬼座的赤心星」，撞擊後先發出一陣光芒，再進入另一個超空間消失                                                       |
| 月亮魔力的復原                                   | 在魔界星消失後，美夜子的母親項鍊發出光芒並且投射到月亮上隨即恢復                                         | 沒有 |
| 隱藏劇情                                         | 有 | 沒有 |
| 最後一幕                                         | 劇終唱片尾曲後大雄和多啦A夢前往空地，畫面最後停在樹上的掃把後劇終                                        | 劇終唱片尾曲後畫面停在地球                                                                                               |

## 電影口號
- 日本：散發著閃耀光輝的人，是你 (キラキラかがやく、君になれ！)（2007年3月10日公映）
- 香港：嗎喱嗎喱空（2008年8月7日公映）
- 中国大陆：让我们一起闪耀吧！（2008年1月22日公映）
- 台湾：闪耀全宇宙最美丽的星球！（2008年8月1日公映）

## 其他
- 標題所指的「7人魔法使」是指多啦A夢兩兄妹、大雄一伙四人，還有美夜子。實際上在舊作中也是這樣的組合，不過哆啦美在新舊二作中，都是在末段才加入冒險的。
- 藤子製作的卡通《超能力魔美》在本作品出場，但樣貌與魔美原作有異。本作，大雄的書桌上出現了以前曾在《大雄的恐龍2006》中出現過的恐龍玩偶。寺本导演解釋：「想讓多啦A夢電影中的物品繼續出現。」
- 中國大陸繼《大雄的恐龍2006》之后，再次正式引進哆啦A夢电影版。此作於2008年1月22日在中國大陆正式公映，引進名稱為《大雄的奇幻大冒險》。最终票房为1167万人民币。
- 香港在2008年8月7日上映，電影公司繼續請回第一代大雄配音員曾慶珏配演大雄一角，南韓則於2008年7月17日上映。
- 香港上映首天票房達到42萬，比起先前兩部分別的16萬和25萬高出很多。而且首4天累積票房達到177萬，超越大雄的恐龍2006的166萬票房。在九月上旬落畫，香港最終票房約398萬港元，
- 台灣於2008年8月1日上映，最終票房約是177萬新台幣。
- 本作开始，哆啦A梦电影系列的英文副标题规范了格式。如Doraemon the Magic 2007，以及后面两部作品Doraemon the Future 2008（《大雄與绿巨人传》）、Doraemon the Hero 2009（新·大雄的宇宙开拓史）等。

## 外部連結
- 哆啦A夢電影2007《大雄的新魔界大冒險～7魔法使～》日本官方網站 （页面存档备份，存于）（日語）
- 哆啦A夢電影2007《大雄的新魔界大冒險～7魔法使～》日本官方網站（日語）
- 哆啦A夢電影《大雄的新魔界大冒險～7人魔法使～》台灣官方網站（繁體中文）
- 互联网电影数据库（IMDb）上《大雄的新魔界大冒險～7人魔法使～》的资料（英文）
- Yahoo奇摩電影上《大雄的新魔界大冒險～7人魔法使～》的資料（繁體中文）
- 開眼電影網上《大雄的新魔界大冒險～7人魔法使～》的資料（繁體中文）
- 时光网上《大雄的新魔界大冒險～7人魔法使～》的資料（简体中文）
- 豆瓣电影上《大雄的新魔界大冒險～7人魔法使～》的資料 （简体中文）